# Honkasaari (ö i Finland, Södra Savolax, Nyslott, lat 61,99, long 29,23)
Honkasaari är en ö i Finland. Den ligger i sjön Kuonanjärvi och i kommunen Nyslott i  landskapet Södra Savolax, i den sydöstra delen av landet, 300 km nordost om huvudstaden Helsingfors. Öns area är 2,2 hektar och dess största längd är 270 meter i sydöst-nordvästlig riktning.